# ایهور کارپنکو (بازیکن فوتبال)
ایهور کارپنکو (اوکراینی: Ігор Олегович Карпенко؛ زادهٔ ۲۴ سپتامبر ۱۹۹۷) بازیکن فوتبال اهل اوکراین است.